# حكومة أرض بنط
حكومة بونت لاند (بالصومالية: Dowladda Buntilaan ee Soomaaliyeed)‏ هي السلطة الحاكمة العليا لمنطقة الحكم الذاتي في ولاية بونت لاند الصومالية ، يتكون الهيكل القانوني لبونت لاند من السلطة القضائية والتشريعية (مجلس النواب) والسلطة التنفيذية (الرئيس ومجلس الوزارات الذي رشحه). أجرت بونت لاند خمس انتخابات رئاسية (1998 ، 2004 ، 2009 ، 2014 ، 2019). يتم انتخاب الرؤساء من قبل 66 عضوًا في البرلمان المكون من مجلس واحد. منذ عام 1998 ، كانت الهيئات الإدارية موجودة في العاصمة الإقليمية جروي.

## مؤسسة
بعد اندلاع الحرب الأهلية عام 1991 ، عُقد مؤتمر دستوري محلي في جروي عام 1998 على مدى ثلاثة أشهر.بحضور النخبة السياسية في المنطقة ، والشيوخ التقليديين (إيسيمس) ، وأعضاء مجتمع الأعمال ، أعضاء من رجال الأعمال والمثقفين وممثلي المجتمع المدني الآخرين ، تأسست دولة أرض البنط الصومالية المستقلة رسميًا في وقت لاحق لتقديم الخدمات للسكان ، وتوفير الأمن ، وتسهيل التجارة ، والتفاعل مع كل من الشركاء المحليين والدوليين.

## وكالات الحكومة
- وكالة بونت لاند للرعاية الاجتماعية (باسوي)
- هيئة الطرق السريعة في بونتلاند (بي اج آي)
- وكالة ولاية بونت لاند للمياه والطاقة والموارد الطبيعية (بساوين)
- وكالة بونت لاند للبترول والمعادن (بي بي اَم أي

## منظمات غير حكومية
- مركز أبحاث السلام والتنمية (PDRC)